# 1er régiment de cavalerie (États-Unis)
Pour les articles homonymes, voir 1er régiment de cavalerie.
Le 1er régiment de cavalerie des États-Unis  est un régiment de l'armée américaine créé en 1833 sous le nom de United States Regiment of Dragoons.
À la veille de la guerre civile, la cavalerie de l'Armée régulière comprenait cinq régiments, le 1er régiment de dragons ici présenté (1st Dragoons, en 1836), le Second (1836), tous deux à parements de couleur orange ; un régiment des Mounted Riflemen à distinctive verte, et deux régiments de cavalerie à distinctive jaune, dont le 1st Cavalry Regiment formé en 1855, à ne pas confondre avec l'unité présente. En 1861, les cinq régiments sont regroupés dans la cavalerie des États-Unis et le 1st Dragoons, par ordre d'ancienneté, est renommé 1st Cavalry Regiment (l'ancien 1st Cavalry Regiment devenant quatrième).

## Membres notables
- James Allen
- John Buford
- William J. Hardee
- Abraham Van Buren (en)
- Jonathan Mayhew Wainwright IV
- Jefferson Davis[1]